# South Park: Die rektakuläre Zerreißprobe
South Park: Die rektakuläre Zerreißprobe ist ein Computer-Rollenspiel, welches von Ubisoft in Zusammenarbeit mit South Park Digital Studios entwickelt und verlegt wurde. Es ist die Fortsetzung zu South Park: Der Stab der Wahrheit und basiert auf der amerikanischen Erwachsenenserie South Park. Es wurde wie die Serie auch von Trey Parker und Matt Stone geschrieben.

## Handlung
Die rektakuläre Zerreißprobe findet zeitlich nach der Handlung von South Park: Der Stab der Wahrheit statt. Die Schulkinder Stan, Kyle, Cartman und Kenny stürzen sich mit ihren Freunden in ein neues Abenteuer, diesmal spielen sie Superhelden und nutzen dazu wieder ihren Heimatort South Park in den Colorado-Rocky-Mountains. Doch bei Cartmans Franchiseplänen überwerfen sich die Jungen und teilen sich in zwei rivalisierende Gruppen. Cartmans Anhänger treten dabei der Gruppe Coon and Friends bei, während die anderen sich der Gruppe Freedom Pals anschließen, um ihre eigenen Franchisepläne durchzusetzen. Der Zwist erwächst zu einem Krieg zwischen den beiden rivalisierenden Parteien.

## Spielprinzip
In South Park: Die rektakuläre Zerreißprobe gibt es zum Spielen der Superhelden-Abenteuer der Kinder zwölf Superhelden-Klassen zur Auswahl: Brutalist, Blaster, Speedster, Elementalist, Gadgeteer, Mystic, Cyborg, Psychic, Assassin, Commander, Netherborn und Karate Kid. Wie im vorherigen Spiel auch, kontrolliert der Spieler "Den Neuen" im Ort, kann jedoch diesmal das Geschlecht des stummen Charakters wählen.

## Entwicklung
Im März 2014 sagten die South Park Co-Schreiber Matt Stone und Trey Parker, dass sie einer Fortsetzung gegenüber offen wären, je nach Rezeption des Vorgängers South Park: Der Stab der Wahrheit. Die Fortsetzung, South Park: Die rektakuläre Zerreißprobe, wurde im Juni 2015 angekündigt. Die Entwicklung wird jedoch diesmal von Ubisoft San Francisco für die Plattformen Microsoft Windows, Xbox One und PlayStation 4 übernommen, und nicht wie beim Vorgänger von Obsidian Entertainment.
Der Titel sollte im englischen Original eigentlich The Butthole of Time, frei übersetzt also Das Poloch der Zeit, lauten. Jedoch wurden Matt Stone und Trey Parker darauf hingewiesen, dass sich Verkaufsstellen kein Produkt mit dem Wort "Poloch" in die Regale stellen würden. Deshalb machte sich Trey Parker einige Stunden an die Arbeit um das Wort dennoch in dem Titel zu verstecken. Dann kam er auf den Titel The Fractured But Whole, also Das Gebrochene doch Ganze, wobei die Wortkombination "But Whole" wie das englische Wort "butthole" klingt. Diese Referenz wurde abgewandelt auch im deutschen Titel übernommen.

## Veröffentlichung
Parker und Stone nannten auf der E3 2016 am 13. Juni 2016 als Veröffentlichungsdatum ursprünglich den 6. Dezember 2016. Am 15. September 2016 gab Ubisoft in einem Blogeintrag bekannt, dass das Spiel in das erste Quartal 2017 verschoben wurde, um den hohen Erwartungen der Fans gerecht werden zu können. Es wurde ebenfalls angekündigt, dass Vorbesteller den Vorgänger The Stick of Truth kostenlos zum Download zur Verfügung gestellt bekommen werden. Am 9. Februar 2017 kündigte Ubisoft erneut eine Verspätung des Titels an, diesmal in das nächste Fiskaljahr Ubisofts (April 2017–März 2018). Das PSN hat alle Vorbestellungen des Spiels automatisch zurückgezogen. Zudem zog es den Zugang zu South Park: Der Stab der Wahrheit für all jene Leute zurück, die es als Vorbestellerbonus erhalten haben. Im Mai 2017 veröffentlichte Ubisoft einen neuen Trailer für das Spiel und legte sich auf das neue Veröffentlichungsdatum am 17. Oktober 2017 fest. Im März 2018 wurde angekündigt, dass für den 24. April 2018 auch eine Veröffentlichung des Spiels für die Nintendo Switch geplant ist.

## Sprecher
| Rolle                    | Originalsprecher | Deutscher Sprecher |
| ------------------------ | ---------------- | ------------------ |
| Eric Cartman             | Trey Parker      | Jörg Stuttmann     |
| Stan Marsh               | Trey Parker      | Benedikt Weber     |
| Kyle Broflovski          | Matt Stone       | Jan Makino         |
| Kenny McCormick          | Matt Stone       | Sabine Bohlmann    |
| Leopold „Butters“ Stotch | Matt Stone       | Dirk Meyer         |

## Rezeption
South Park: Die rektakuläre Zerreißprobe hat national und international durchschnittlich gute Bewertungen erhalten.

„Wenn ihr den Stab der Wahrheit mochtet, werdet ihr zweifellos auch die rektakuläre Zerreißprobe lieben. Erneut hat Ubisoft hier gefühlt eine South-Park-Episode spielbar gemacht. Das Ganze läuft etwas linearer ab als noch im ersten Teil und bietet arg pubertären Humor auf Furz-Niveau. Sowas muss man mögen. Und auch mit dem neuen Kampfsystem muss man sich erst mal anfreunden. An dieser Stelle bleibt ein bisschen unklar, wo Ubisoft mit seinen Felder-basierten Schlachtfeldern hinwollte. Das Beste daran ist allerdings: Man gewöhnt sich dran. Tut man das, geht die rektakuläre Zerreißprobe flüssig von der Hand, denn insgesamt bietet das Spiel eine schöne Mischung aus Erkundung und Kämpfen. Dazu empfehle ich eine deftige Bohnensuppe.“

„Wenn man South Park: Die rektakuläre Zerreißprobe mit einer Phrase kennzeichnen möchte, ist es "ungenutztes Potenzial" – vor allem angesichts der Standards, die der bei uns mit Gold ausgezeichnete Vorgänger setzen konnte. Hinsichtlich des taktischen Kampfsystems ziehen die Superhelden um Coon, Mysterio & Co zwar spielend einfach an ihren Fantasy-Vorgängern vorbei, doch im Umfeld lässt man zu viele Chancen ungenutzt, um unter dem Strich die Qualität von Der Stab der Wahrheit zu erreichen. Der Humor bietet in seinen besten Momenten mit all seinen Flüchen, Sex, Fäkalsprache, Furzorgien oder Gewalt all das, was man von Trey Parker und Matt Stone erwartet. Und das 1:1 der Serie entsprechende Artdesign ist ohnehin über jeden Zweifel erhaben. Doch es gibt auch überraschend viel inhaltlichen Leerlauf, während sich im letzten erzählerisch Gas gebenden Drittel eine mechanische Redundanz breit macht.“